# 비밀 투표 (영화)
《비밀 투표》(Secret Ballot, Raye makhfi)는 이란에서 제작된 바박 파야미 감독의 2001년 코미디 영화이다. 마르코 뮐러 등이 제작에 참여하였다. 이 영화는 이란의 한 섬에서 투표를 받는 한 선거요원의 일생을 그리고 있다.

## 출연
- Nassim Abdi as Girl
- Cyrus Abidi as Soldier
- Youssef Habashi
- Farrokh Shojaii
- Gholbahar Janghali

## 한국어 더빙 성우진(KBS, 2004년 4월 4일)
- 이장원 - 군인 (카루스 아비디)
- 이현주 - 선거 관리원 (나심 압디)
- 안종국
- 김창주
- 신흥철
- 임성표
- 황재경
- 서윤석
- 김승태
- 은미

## 기타
- 미술: Mandana Masoudi
- 의상: Faride Harajl